# شهيد محمد ريوف
شهيد محمد ريوف هي قرية في مقاطعة نقدة، إيران. عدد سكان هذه القرية هو 410 في سنة 2006.